# 32053 Demetrimaxim
2000 JN37 (asteroide 32053) é um asteroide da cintura principal. Possui uma excentricidade de 0.17865190 e uma inclinação de 4.06512º.
Este asteroide foi descoberto no dia 7 de maio de 2000 por LINEAR em Socorro.